# 420 av. J.-C.
Cette page concerne l'année 420 av. J.-C. du calendrier julien proleptique.

## Événements
- Février-mars : alliance de Sparte et de Thèbes[1].
- Printemps : 
  - Alcibiade (30 ans) est élu stratège à Athènes[1].
  - Alliance d'Athènes avec Argos[1].
  - Ambassade simultanée des Spartiates et des Argiens à Athènes ; manœuvres d'Alcibiade contre cette ambassade[1].
- Mi-juillet : quadruple alliance entre Athènes, Argos, Mantinée et Elis[1].
- Été : Sparte est provisoirement exclue des Jeux olympiques[1].
- Automne : introduction solennelle du culte d’Asclépios à Athènes[2].
- 4 décembre[3] : début d'une succession d'interrègnes à Rome ; après le report d'une série d’élections, Lucius Papirius Mugillanus est finalement désigné interroi[4].

## Naissances
- Isée[5].
- Pélopidas[5].

## Décès
- Protagoras (né vers 485 av. J.-C.), philosophe grec présocratique[5].
- Hérodote, historien grec, à Thourioi[5].